# 71-я морская стрелковая бригада
71-я морская стрелковая бригада (1-го формирования) — воинское соединение Вооружённых Сил СССР, принимавшее участие в Великой Отечественной войне.
Сокращённое действительное наименование — 71 морсбр. В Действующей Армии с 27 ноября 1941 года по 5 января 1942 года.

## История
Стрелковая бригада сформирована в период с 22 октября по 22 ноября 1941 года в Мошково Новосибирской области (Сибирский военный округ) из моряков Тихоокеанского флота, Амурской военной флотилии, Ярославского флотского полуэкипажа и личного состава ВМУЗ, а также призванных из запаса сибиряков, как 71-я отдельная стрелковая бригада. Бригада прибыла на фронт в ночь с 26 на 27 ноября 1941 года, вошла в состав вновь формируемой 1-й Ударной армии Западного фронта. 28 ноября 1941 года 71-я отдельная стрелковая бригада была выведена во второй эшелон армии на рубеже Митькино-Борисово Дмитровского района и, продвинувшись в леса восточнее с. Перемилово, 29-30 ноября дислоцировалась в тылу 50-й отдельной стрелковой бригады, ведущей бой за г. Яхрома. Выполняя приказ отбросить противника с восточного берега канала Москва-Волга, утром 1 декабря 1941 года 71-я отдельная стрелковая бригада с ходу овладела сёлами Григорково и Дьяково, которые стали первыми населёнными пунктами, освобождёнными Красной Армией в ходе контрнаступления на севере Подмосковья. 1 декабря к 20:00 части бригады с боем овладели с. Языково. 4-6 декабря 1941 года 71-я отдельная стрелковая бригада ведёт ожесточённые бои за с. Языково, которое трижды переходит из рук в руки. В ночь на 6 декабря 1941 года 71-я отдельная стрелковая бригада дружной атакой выбивает врага из с. Языково. гитлеровцы оставили на поле боя 600 человек убитыми, восемь танков, семь бронемашин и много другой боевой техники. 6-7 декабря 1941 года бригада упорных боях заняла с. Борносово и Сокольниково, дер. Гончарово Дмитровского района. 12 декабря 1941 года 71-я отдельная стрелковая бригада совместно с 64-й морской, 35-й и 55-й стрелковыми бригадами участвовала в освобождении Солнечногорска. За первую половину декабря 1941 года 71-я отдельная стреловая бригада потеряла убитыми и ранеными 1648 человек, т.е. 36% личного состава. Из боевого донесения штаба 71-й бригады от 1 января 1942 года: "С 07:00 до 24:00 неоднократно атаковали Алферьево, но каждый раз, попадая под сильный огонь миномётов, пулемётов и автоматов, успеха не имели. ...К исходу дня во Владычино в руках противника остались шесть домов. ...Потери за 17 часов боя по овладению Алферьево и Владычино убитыми и ранеными по неточным данным составили 300-350 человек" (18, ф.301, оп. 6782, д.23, л.3).
Позже для того, чтобы подчеркнуть морское организационное ядро, был издан приказ Народного Комиссара Обороны Союза ССР № 0512, от 27 декабря 1941 года, о переименовании отдельных стрелковых бригад с войсковыми номерами от 61 по 85, в отдельные морские стрелковые бригады, и 27 декабря 1941 года 71 осбр была переименована в 71-ю отдельную морскую стрелковую бригаду (71 омсбр). При этом бригада не входила в состав ни одного из военно-морских флотов или флотилий СССР, а была в составе Сухопутных войск Красной армии.  В некоторых источниках отдельные авторы ошибочно считают бригаду частью соединений морской пехоты, а после присвоения ей звания "гвардейская" и изменения нумерации, даже возводят эту бригаду в ранг "родоначальницы морской гвардии", что является явным преувеличением.
71 омсбр прибыла на станцию Загорск Московской области в конце ноября 1941 года. На следующий день была направлена в район города Яхрома и с марша вступила в бой. Выполняя приказ отбросить противника с восточного берега канала Москва — Волга, утром 1 декабря бригада форсировала канал и повела наступление в направлении Языково, Ольгово.
К концу декабря 71-я бригада продвинулась на запад на 100 км и освободила свыше 30 населённых пунктов, в том числе Солнечногорск.

Из отчёта штаба 1-й ударной армии:
Бои 71-й отдельной морской стрелковой бригады, которые вела она за село Языково, деревни Борносово, Тимоново и на реке Ламе, были самыми успешными из всех боёв, какие вели части армии…"
5 января 1942 года "За проявленную отвагу в  боях за Отечество с немецкими захватчиками, за стойкость, мужество, дисциплину и организованность, за героизм личного состава" приказом Народного комиссара обороны СССР 71-я отдельная морская стрелковая бригада первой из морских стрелковых частей была преобразована во 2-ю гвардейскую стрелковую бригаду (18, ф.1102, оп.1, д.4, л.17 об.).  

## В составе
- Западный фронт, 1-я ударная армия — на 01.12.1941 года.

## Командование
Командир
- Безверхов, Яков Петрович (18.10.1941 — 05.01.1942), полковник.

Заместитель командира
- Мирошниченко, Григорий Кузьмич (18.10.1941 — 05.01.1942), подполковник.

## Память
- Бригада упомянута на плите мемориального комплекса «Воинам-сибирякам», Ленино-Снегирёвский военно-исторический музей.
- В селе Каменка на братской могиле воинов 71-й стрелковой бригады установлен памятник.

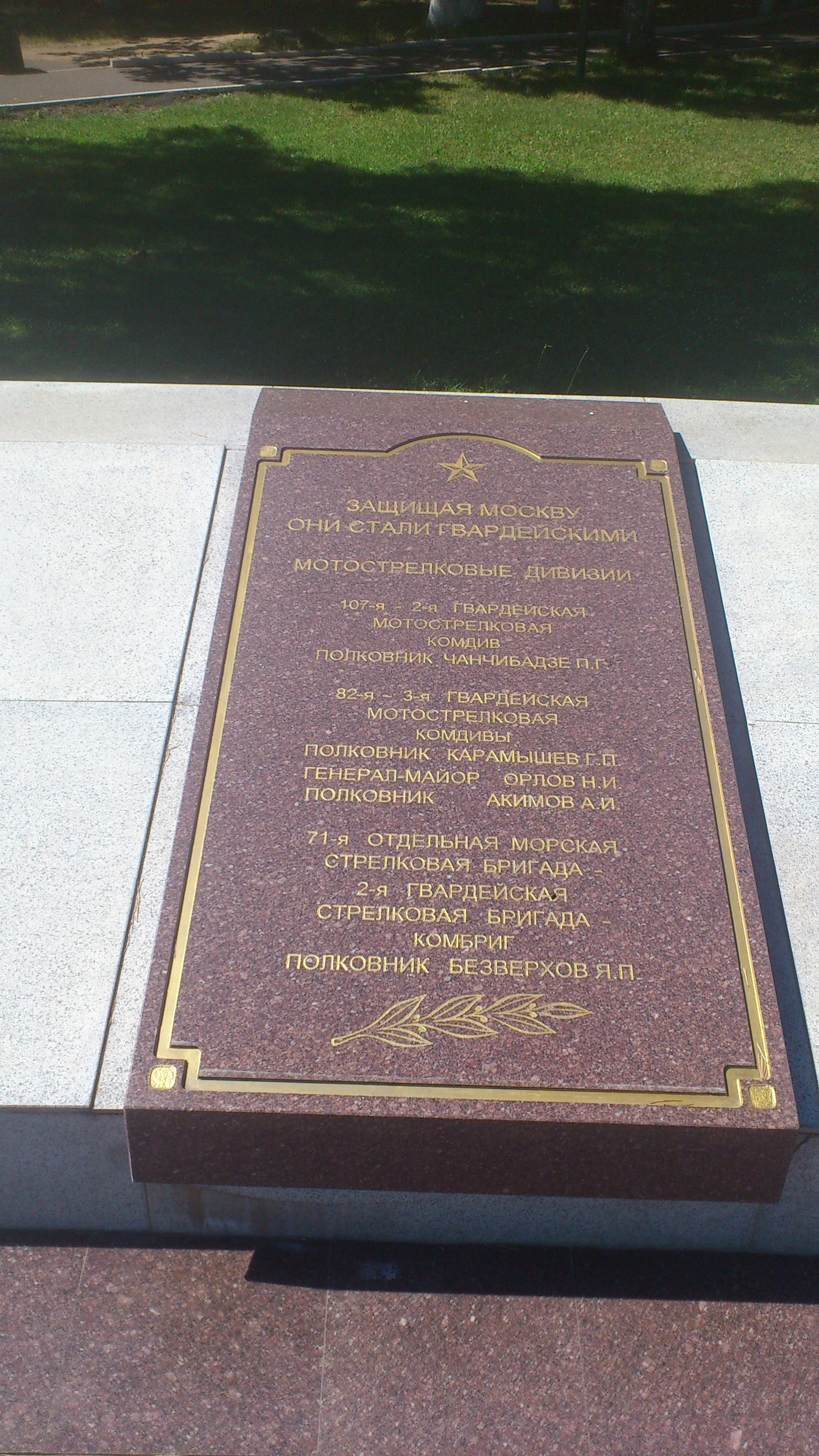
«Защищая Москву, они стали гвардейскими» — на плите мемориального комплекса «Воинам-сибирякам».
Мемориальный комплекс «Воинам-сибирякам», Ленино-Снегирёвский военно-исторический музей.